# Zgierz
Zgierz ['zgʲεʃ]ⓘ (deutsch 1943–45 Görnau) ist eine mittelgroße Kreisstadt und Stadtgemeinde mit etwa 58.000 Einwohnern. Sie liegt in der Woiwodschaft Łódź in Zentralpolen und im Tal des Flusses Bzura.

## Zeittafel zur Geschichte der Stadt

### Von der römischen Zeit bis 1793
In der Nähe der heutigen Stadt existierte zwischen 200 und 300 n. Chr. auf einem Hügel eine Siedlung, die dank der Nähe zur Bernsteinstraße florierte. Bei Ausgrabungen wurden viele Münzen aus dem Römischen Imperium, aus dem Rheinland importierte Gefäße des Typus Terra sigillata (siehe: Striegau), römische Schwerter und Luxusgegenstände gefunden.
Erstmals erwähnt wurde die Stadt am 23. März 1231 anlässlich einer Zusammenkunft der Piasten, u. a. der Herzöge Konrad I. von Masowien und Wladyslaw von Großpolen. Wenig später, um 1250, wurde die Pfarrkirche zum Heiligen Nikolaus erbaut. Den Status als Stadt besitzt Zgierz mindestens seit dem Jahr 1288, als sie zum ersten Mal in einem Dokument als solche bezeichnet wurde. Sie wird deshalb als die älteste Stadt des Łódźer Landes angesehen. Etwa 132 Jahre später, am 23. April 1420, bestätigte König Władysław II. Jagiełło der Stadt das Stadtrecht. Dessen Sohn Kasimir IV. der Jagiellone, zu diesem Zeitpunkt inzwischen selbst König, verpachtete am 2. Januar 1473 Zgierz und die umliegenden Dörfer an den Aristokraten Piotr Dunin.
Die kleine Holzkirche zu den Heiligen Laurentius und Joseph wurde 1643 errichtet. Im Jahr 1564 hatte Zgierz 129 Häuser und 774 Einwohner, darunter 13 Brauer, 7 Schankwirte und 33 Handwerker. Ungefähr ein Jahrhundert später, im Jahr 1661, hatte die Stadt nach dem Schwedischen Krieg nur noch 10 Häuser und 70 Einwohner. Ungefähr ein weiteres Jahrhundert später, im Jahr 1765, hatte sich Zgierz wieder etwas erholt. Nun bestand der Ort aus 56 Häusern und 392 Einwohnern, darunter 40 Handwerker.

### Preußische, napoleonische und russische Zeit (1793–1914)
Als Folge der Zweiten Teilung Polens kam Zgierz 1793 zu Preußen (neugebildete Provinz Südpreußen). Die Stadt hatte damals 315 Einwohner und 64 Häuser. Die Bevölkerung ernährte sich vor allem von der Landwirtschaft, es gab nur 15 Handwerker. Die preußischen Behörden machten Zgierz zur Kreishauptstadt (der Kreis umfasste eine Fläche von 1326,2 km² und fünf Städte). Unter anderem gehörte die heutige Großstadt Łódź zum Kreis Zgierz. Die preußische Herrschaft dauert bis 1807.
Nach einer kurzen Phase als Teil des napoleonischen Herzogtums Warschau wurde die Stadt 1815 Teil des dem russischen Zaren unterstehenden Kongresspolens. Die Regierung Kongresspolens wollte 1817 in Zgierz und der Umgebung ein Industriezentrum schaffen. Deutsche Webermeister, vor allem aus Schlesien, wie Johann Friedrich Zachert, Karl August Meisner, Friedrich Karl Moes, Karl Gottlieb Saegner, Johann Heinrich Teske und Johann Georg Viertes, ließen sich in der Stadt nieder und gründeten Textilfabriken, von denen einige bis zum 20. Jahrhundert existierten. 1823 arbeiteten in Zgierz u. a. 193 Webermeister und es gab 202 Weberwerkstätten (in Łódź zum Vergleich gab es damals neun Meister und neun Werkstätten). Die evangelische Kirche wurde 1826 erbaut (der erste Pfarrer hieß Ernst Bando). Im selben Jahr wurde auch der Stadtpark angelegt. Zudem kam es zu einer Aufruhr der Gesellen gegen die Meister. Die Stadt hatte damals 4527 Einwohner. Nach dem niedergeschlagenen polnischen Novemberaufstand verhängten die russischen Behörden 1831 ein Einfuhrverbot der polnischen Waren in das russische Kernland. Viele Einwohner der Stadt emigrierten nach Russland, die Stadt büßte ein Drittel der Einwohner ein; 75 % der Werkstätten werden geschlossen. In der Folge wurde Łódź zum Zentrum der Tuchproduktion in Kongresspolen. Die Gebrüder Moes aus Aachen gründeten 1838 eine neue Wollweberei, bald eine der größten Fabriken in Zgierz.
1845 hatte Zgierz zwei Grundschulen, eine katholische und eine evangelische, sowie eine dreiklassige Realschule mit 82 Schülern. Das evangelische Pfarrhaus wurde 1857 errichtet (1939 wurde es zerstört). Die Stadt hatte 1860 12.016 Einwohner, darunter 5242 Polen, 4170 Deutsche und 2601 Juden. Sie verfügte über 456 Häuser, fünf Fabriken mit Dampfantrieb, drei Hotels, 24 Schankwirtschaften, eine Apotheke und eine Stadtbibliothek. 1866 wurde die neue Synagoge erbaut. In den Textilfabriken der Stadt waren 1887 1278 Arbeiter beschäftigt, davon waren 49,1 % Kinder im Alter von 6 bis 15 Jahren. Die evangelische Gemeinde stiftete 1889 ein Hospital für Obdachlose, Alte und Kranke. Der erste Kindergarten für Arbeiterkinder wurde 1893 eröffnet. 1895 hatte Zgierz 48 größere und 48 kleinere Fabriken, die 9000 Arbeiter beschäftigten. Ihr Jahresumsatz erreichte die Summe von 12 Millionen Rubel, der Hauptabnehmer war der russische Markt. Zwei Jahre später fand die erste Volkszählung statt. Zgierz hatte 1897 19.108 Einwohner, davon hatten als Muttersprache 11.724 Personen Polnisch, 3794 Deutsch, 3492 Jiddisch, 95 Russisch und drei Personen andere Sprachen. Als Konfession gaben 11.417 Personen katholisch, 4030 evangelisch, 3548 jüdisch, 85 russisch-orthodox und 28 baptistisch an. Am 19. Januar 1901 wurde eine Straßenbahnlinie nach Łódź in Betrieb genommen. Außerdem wurden zwei städtische Sparkassen gestiftet. 1903 bekam Zgierz eine Eisenbahnverbindung mit Łódź und Łowicz. Zwischen 1905 und 1906 kam es zu großen Streiks in den Fabriken von Zgierz, am 1. Mai 1906 fand ein Generalstreik statt. Die erste Pfadfinder-Organisation entstand 1911. Die Stadt hatte 1909 18.483 Einwohner, davon waren 4885 katholisch, 5336 evangelisch, 4430 jüdisch und 3802 Personen bekannten sich zu anderen Konfessionen. 1913 hatte Zgierz bereits 21.723 Einwohner (davon 10.389 Männer und 11.334 Frauen). Von diesen waren 11.197 Polen, 5651 Deutsche, 4711 Juden, 72 Russen, 77 Litauer, neun Franzosen und sechs Engländer. In diesem Jahr wurde auch die neue Stadtbibliothek eröffnet.

### Von 1914 bis 1939
In der Frühphase des Ersten Weltkriegs, am 14. November 1914, wurde die Stadt von deutschen Truppen besetzt. Damit endete die russische Herrschaft. Während der deutschen Besatzung wurde im April 1915 in der Nähe von Zgierz die erste Unteroffiziersschule der Piłsudski-treuen polnischen Kampforganisation POW im Kreis Łódź gegründet. Am 20. Mai 1916 erschien erstmals die Zeitung Gazeta Zgierska, die erste Zeitung der Stadt. Im selben Jahr wurde der Bau der Kanalisation begonnen. Ein Jahr später entstanden zwei Gymnasien, ein polnisches mit Obergymnasium (Lyzeum) und ein sieben Klassen umfassendes humanistisches deutsches Gymnasium. Im November 1918 wurde die deutsche Garnison in der Stadt entwaffnet. Damit endete die Besatzungszeit und die Stadt wurde Teil der Zweiten Polnischen Republik.
Eine Lehrerschule für Frauen und eine Kaufmannschule wurden 1919 gegründet. Die Stadt hatte 1921 21.129 Einwohner. Davon bekannten sich 13.362 Personen als Katholiken, 2323 als Evangelische, 3929 als Juden, 1489 als Altkatholiken, 82 als Baptisten und 42 als Griechisch- und Russisch-Orthodoxe. 1925 wurde die Eisenbahnstrecke von Łódź nach Kutno in Betrieb genommen. Zgierz wurde zu einem Eisenbahnknotenpunkt. Die Stadt hatte 1928 128 Fabriken, in denen 4893 Arbeiter beschäftigt waren. In diesem Jahr entstanden auch die jüdische Musikgesellschaft und der jüdische Sportverein „Makabi“. 1931 wurde der deutsche Sport- und Schützenverein gegründet. In diesem Jahr zählte Zgierz 26.618 Einwohner, darunter 8,9 % Deutsche und 16,6 % Juden; 72,2 % der Werktätigen waren in der Industrie beschäftigt. Am 1. Mai 1933 wurde Zgierz zu einem Stadtkreis erhoben. Im Jahr 1937 wurde das neue Sportstadion erbaut. 1938 hatte die Stadt 27.853 Einwohner, darunter 2385 Volksdeutsche und 4532 Juden. Über 70 % der Werktätigen arbeiteten in der Industrie, 10.000 Personen waren Arbeitslose und ihre Familien. In der Stadt bestanden 17 größere Fabriken mit über 50 Beschäftigten.

### Im Zweiten Weltkrieg
Am 4. und 5. September 1939, zu Beginn des Zweiten Weltkriegs, wurde die Stadt von der deutschen Luftwaffe bombardiert. U. a. das Rathaus und die evangelische Kirche fielen der Zerstörung anheim. Am 6. September besetzten Zgierz deutsche Truppen des 13. Infanteriekorps unter General Maximilian von Weichs. 1940 wurde die Stadt schließlich vom NS-Staat annektiert und dem sogenannten Wartheland einverleibt. Bis 1944 verloren 7628 Personen ihr Leben, 8032 Personen wurden als Zwangsarbeiter ins Innere Deutschlands deportiert. In den Wäldern um Zgierz wurden während des Zweiten Weltkrieges 35.000 Personen aus der Stadt und dem Kreis erschossen. Sämtliche Juden wurden ins Litzmannstädter (Łódź), danach ins Warschauer Ghetto verbracht.
Eine Abteilung der polnischen Untergrund-Widerstandsbewegung AK (Polnische Heimatarmee) wurde 1941 in Zgierz gegründet. Sie hatte etwa 3000 Mitglieder. Die Gruppe gab u. a. eine Untergrundzeitung heraus und beschäftigte sich mit der Beobachtung der Bewegungen der deutschen Armee und Gendarmerie auf den Eisenbahnstrecken rund um Zgierz. Sie organisierte außerdem Fluchthilfe für alliierte Kriegsgefangene. Zudem wurde geheimer Schulunterricht für etwa 1000 polnische Kinder in der Stadt organisiert. Der AK war auch eine Pfadfinder-Untergrundorganisation unterstellt.
Am 20. März 1942 wurden als Vergeltung für die Ermordung von zwei deutschen Polizisten, die als besonders brutal bekannt waren, 100 Einwohner von Zgierz erschossen; 161 wurden als Geiseln in Gefängnisse gesperrt. Am 4. Mai dieses Jahres starb der evangelische Pfarrer von Zgierz Alexander Falzmann im KZ Dachau. 1943 bekamen sämtliche Städte und größeren Dörfer im Landkreis Litzmannstadt des Warthelandes neue deutsche Namen. Zgierz hieß nun Görnau. Am 17. Januar 1945 wurde Zgierz von der 1. Gardepanzerarmee und der 8. Gardearmee der 2. Weißrussischen Front unter Marschall Konstantin Rokossowski eingenommen. Dies bedeutete das Ende der nationalsozialistischen Diktatur in Zgierz.

### Nachkriegszeit
Von nun an als Teil der Volksrepublik Polen hatte Zgierz 1946 21.662 Einwohner, darunter 12.426 Frauen. 1948 wurde das Rathaus wiederaufgebaut. Im selben Jahr verlor Zgierz den Rang als Kreisstadt und Stadtkreis und kam zum Landkreis Łódź. Bereits 1951 wurde jedoch der Stadtkreis wiedererrichtet. 1954 wurden fünf Dörfer eingemeindet, womit sich das Stadtgebiet vergrößerte. Die Stadt hatte nun 32.500 Einwohner. Sechs Jahre später, im Jahr 1960, lebten 36.666 Einwohner im Ort, darunter 19.971 Frauen. Etwa 19.000 Einwohner waren in der Industrie beschäftigt. Ein neues Krankenhaus wurde 1965 gebaut. 1970 hatte Zgierz 43.025 Einwohner. Im selben Jahr wurde ein Stadtbusnetz eingerichtet. Zwei Jahre später wurde die neue evangelische Kirche eingeweiht. 1978 lebten bereits 50.818 Einwohner in Zgierz. Das Stadtoberhaupt wird seitdem als „Stadtpräsident“ bezeichnet. Im Folgejahr wurde das Stadtmuseum gegründet. 1988 wurden sieben weitere Dörfer eingemeindet.
Nach dem Ende der Volksrepublik wurde diese in die Dritte Polnische Republik umgewandelt. Zwischen 1990 und 1998 wurde die Stadt von einer Koalition unter der Führung von Solidarność regiert. Am 1. Januar 1999 wurde Zgierz wieder zur Hauptstadt eines Kreises.

## Stadtwappen
Das Stadtwappen von Zgierz zeigt im roten Feld eine weiße Stadtmauer mit einem Tor und drei Türmen mit goldenen Helmen, im Tor der Mauer den gekrönten weißen polnischen Staatsadler.

## Wirtschaft und Infrastruktur
Zgierz hat bedeutende Maschinen- und Textilindustrie, außerdem chemische, Baumaterialien- und Elektroindustrie. 57 % der arbeitsfähigen Einwohner arbeiten im Dienstleistungssektor. 5000 Firmen sind in der Stadt registriert, davon sind 2000 Ein-Mann-Unternehmen. Die Stadt verfügt über ein Gewerbegebiet mit einer Fläche von 22,4 Hektar, welches Teil der Sonderwirtschaftszone Łódź ist.

### Verkehr
Der Verkehr wird von acht Buslinien bedient. Außerdem verkehren zwei Straßenbahn-Linien nach Łódź und eine nach Ozorków.

### Bildung
In Zgierz existieren 14 städtische und ein privater Kindergarten, acht städtische und eine private Grundschule sowie eine städtische und eine private Musik-Grundschule. Es gibt drei städtische und ein privates Gymnasium (ein polnisches Gymnasium umfasst die 7. bis 9. Klasse), drei städtische und ein privates Ober-Gymnasium (in Polen: „Lyzeum“, 10. bis 12. Klasse) für Jugendliche, drei Obergymnasien für Erwachsene und Berufstätige sowie drei Technische Gymnasien. Des Weiteren befinden sich in der Stadt vier Berufsschulen für Abiturienten, (u. a. Informatik, Handelsstudium, Zahntechnik) und eine Lehrerhochschule für Abiturienten.

## Religionen
Es ist anzunehmen, dass etwa 90 % der Einwohner römisch-katholisch sind. Es gibt in Zgierz zahlreiche religiöse Gemeinden, die alle eigene Kirchen/Kapellen oder Versammlungshäuser besitzen. Dazu zählen fünf römisch-katholische Gemeinden, eine evangelisch-augsburgische, eine altkatholische, eine Adventisten-Gemeinde, eine Baptisten-Gemeinde, eine Mormonen-Gemeinde und eine Gemeinde der Zeugen Jehovas.
Kleinere Gruppen der Einwohner bekennen sich zum griechisch-orthodoxen oder zum reformierten Glauben; diese gehören aber zu entsprechenden Gemeinden in Łódź.

## Persönlichkeiten

### Söhne und Töchter der Stadt
- August Robert Wolff (1833–1910), Verleger
- David Frischmann (1859–1922), hebräischer Schriftsteller
- Edmund Bursche (1881–1940), evangelischer Geistlicher und Theologe, NS-Opfer
- Alfred Bursche (1883–1942), Jurist, NS-Opfer
- Alfons Wagner (1890–1978), Metallurg, Aufsichtsratsvorsitzender der BMW AG
- Theodor Bursche (1893–1965), Architekt und Denkmalpfleger
- Ernst Lerle (1915–2001), evangelischer Professor für Neues Testament in Leipzig, Erlangen und Basel
- Bronislawa Czubakowska[4] (1916–1942), polnische Zwangsarbeiterin, NS-Opfer, Gedenktafel und Ehrengrab in Zgierz
- Agnieszka Hanajczyk (* 1963), Politikerin
- Krzysztof Kwiatkowski (* 1971), Justizminister Polens
- Tomasz Kłos (* 1973), Fußballspieler
- Tomasz Ścigaczewski (* 1978), Hürdenläufer
- Bartłomiej Pawłowski (* 1992), Fußballspieler

### Sonstige mit der Stadt verbundene Persönlichkeiten
- Alexander Falzmann (1887–1942), evangelischer Pfarrer in Zgierz, NS-Opfer
- Friedrich Karl Moes (1808–1863), Industrieller, hier tätig 1838–1863

## Sehenswürdigkeiten

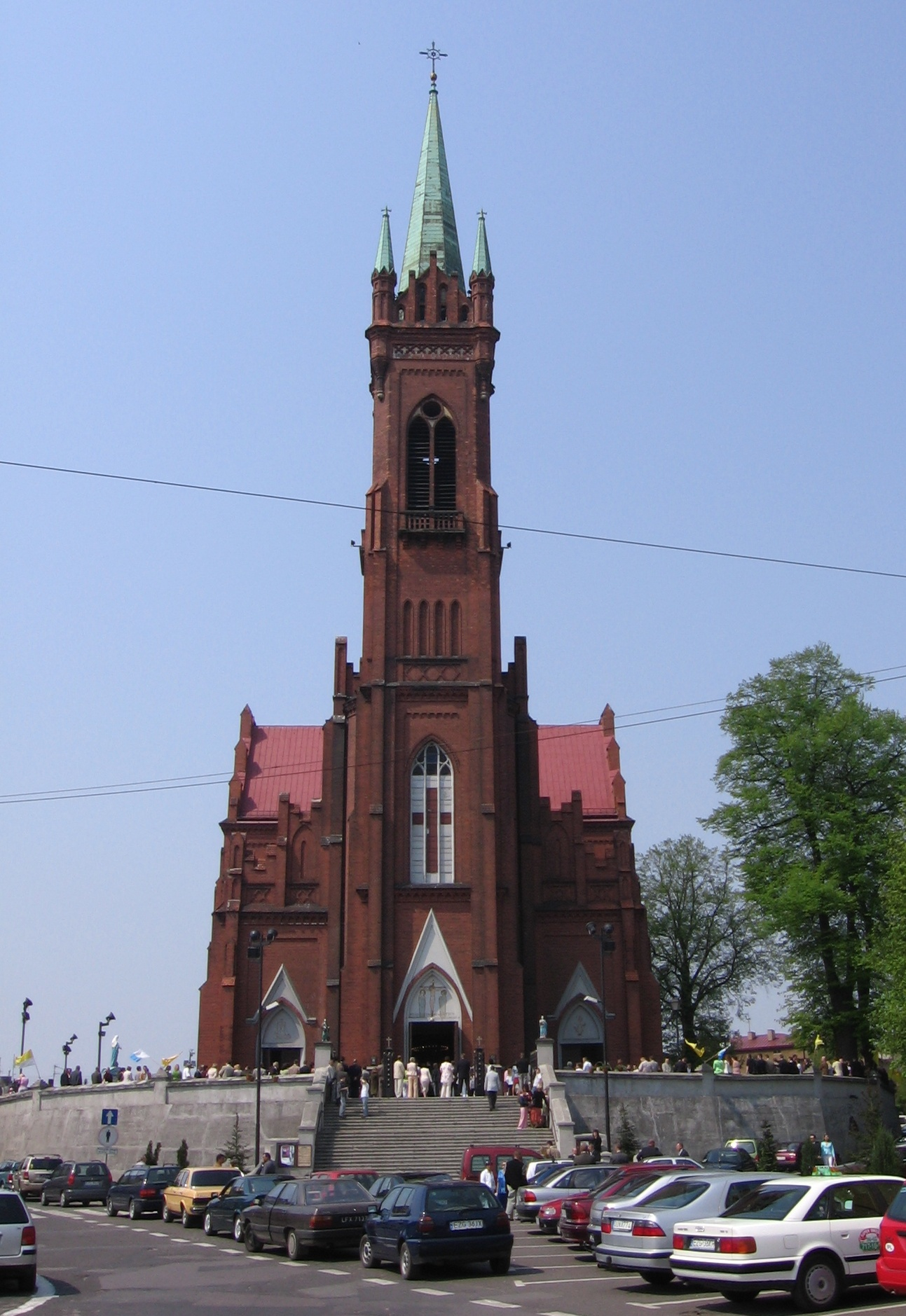
Kirche der Heiligen Katharina von Alexandrien

Die Stadt hat keine bedeutenden Architekturdenkmäler, der Großteil der Bebauung stammt aus dem 19. und 20. Jahrhundert. Interessant ist jedoch die sogenannte Neustadt mit ihrem symmetrischen Stadtplan. Sie wurde um 1821 von der Regierung Kongresspolens für die eingewanderten schlesischen Weber errichtet und besteht aus einstöckigen Holzhäusern, im Stil des Klassizismus erbaut, mit bewohnbaren Mansarden im Dachgeschoss.
Interessant sind auch die Friedhöfe, die von der Vergangenheit der Stadt zeugen: Es gibt deren acht, unter anderem den evangelischen Friedhof mit einigen Gräbern der schlesischen Weberfamilien, den altkatholischen Friedhof, den Baptistenfriedhof, den Militärfriedhof aus dem Ersten Weltkrieg, den Jüdischen Friedhof und den sowjetischen Militärfriedhof.

## Politik

### Stadtpräsident
An der Spitze der Verwaltung steht der Stadtpräsident. Seit 2014 ist dies Przemysław Staniszewski, der mit seinem eigenen Wahlkomitee antritt. Die turnusmäßige Wahl im April 2024 brachte folgendes Ergebnis:
- Przemysław Staniszewski (Wahlkomitee Przemysław Staniszewski) 38,8 % der Stimmen
- Łukasz Wróblewski (Koalicja Obywatelska) 25,6 % der Stimmen
- Tomasz Dziedzic (Prawo i Sprawiedliwość) 18,3 % der Stimmen
- Grzegorz Leśniewicz (Trzecia Droga) 9,2 % der Stimmen
- Mateusz Zakrzewski (Wahlkomitee „Geothermie-Konföderation für das Zgierzier Land“) 3,6 % der Stimmen
- Übrige 4,5 % der Stimmen

In der damit notwendigen Stichwahl konnte sich Amtsinhaber Staniszewski mit 55,7 % der Stimmen gegen den KO-Kandidaten Wróblewski durchsetzen und wurde damit für eine weitere Amtszeit gewählt.
Die turnusmäßige Wahl im Oktober 2018 brachte folgendes Ergebnis:
- Przemysław Staniszewski (Wahlkomitee Przemysław Staniszewski) 47,6 % der Stimmen
- Agnieszka Hanajczyk (Koalicja Obywatelska) 22,7 % der Stimmen
- Agata Grzelak-Makowczyńska (Prawo i Sprawiedliwość) 15,4 % der Stimmen
- Mieczysław Witczak (Wahlkomitee Mieczysław Witczak) 12,0 % der Stimmen
- Marek Każmierczak (parteilos) 2,4 % der Stimmen

In der damit notwendigen Stichwahl konnte sich Amtsinhaber Staniszewski mit 69,8 % der Stimmen gegen die KO-Kandidatin Hanajczyk durchsetzen und wurde damit für eine weitere Amtszeit gewählt.

### Stadtrat
Der Stadtrat von Zgierz besteht aus 23 Mitgliedern. Die Wahl 2024 führte zu folgendem Ergebnis:
- Koalicja Obywatelska (KO) 34,8 % der Stimmen, 11 Sitze
- Prawo i Sprawiedliwość (PiS) 24,5 % der Stimmen, 6 Sitze
- Wahlkomitee Przemysław Staniszewski 16,7 % der Stimmen, 4 Sitze
- Trzecia Droga (TD) 11,5 % der Stimmen, 2 Sitze
- Wahlkomitee „Geothermie-Konföderation für das Zgierzier Land“ 5,2 % der Stimmen, kein Sitz
- Übrige 7,3 % der Stimmen, kein Sitz

Die Wahl 2018 führte zu folgendem Ergebnis:
- Wahlkomitee Przemysław Staniszewski 29,2 % der Stimmen, 7 Sitze
- Koalicja Obywatelska (KO) 27,7 % der Stimmen, 8 Sitze
- Prawo i Sprawiedliwość (PiS) 23,6 % der Stimmen, 5 Sitze
- Wahlkomitee Mieczysław Witczak 13,4 % der Stimmen, 3 Sitze
- Wahlkomitee „Geothermie für Zgierz“ 5,7 % der Stimmen, kein Sitz
- Übrige 0,5 % der Stimmen, kein Sitz

### Städtepartnerschaften
- Glauchau, Deutschland
- Kežmarok, Slowakei
- Kupiškis, Litauen
- Manewytschi, Oblast Wolyn, Ukraine
- Hollókő, Ungarn
- Supraśl, Woiwodschaft Podlachien, Polen
- Orzysz, Woiwodschaft Ermland-Masuren, Polen